# سونيا سميث (كاتبة)
سونيا سميث (بالإنجليزية: Sonja Smith)‏ هي كاتِبة ناميبية، ولدت في 1990.